# یان وندراچک
یان وُندراچِک (چکی: Jan Vondráček; ۱۶ اوت ۱۹۶۶ –) بازیگر و صداپیشه اهل کشور جمهوری چک است. وی از سال ۱۹۸۴ میلادی تاکنون مشغول فعالیت بوده‌است.
از فیلم‌ها یا برنامه‌های تلویزیونی که وی در آن نقش داشته‌است می‌توان به باتوری، عملیات سیلور ای، و خیابان اشاره کرد.